# Ternstroemia urophora
Ternstroemia urophora är en tvåhjärtbladig växtart som beskrevs av Clarence Emmeren Kobuski. Ternstroemia urophora ingår i släktet Ternstroemia och familjen Pentaphylacaceae. Inga underarter finns listade i Catalogue of Life.